# Dalmā Island
Dalmā Island (engelska: Dalma Island) är en ö i Förenade Arabemiraten.   Den ligger i emiratet Abu Dhabi, i den västra delen av landet, 210 kilometer väster om huvudstaden Abu Dhabi. Arean är 37 kvadratkilometer.
Terrängen på Dalmā Island är platt. Öns högsta punkt är 85 meter över havet. Den sträcker sig 14,1 kilometer i nord-sydlig riktning, och 6,4 kilometer i öst-västlig riktning.